# Humata heterophylla
Humata heterophylla là một loài dương xỉ trong họ Davalliaceae. Loài này được Sm. Desv. mô tả khoa học đầu tiên năm 1827.